# فریدا معنوم
فریدا معنوم (انگلیسی: Frida Maanum؛ زادهٔ ۱۶ ژوئیهٔ ۱۹۹۹) بازیکن فوتبال اهل نروژ است.
از باشگاه‌هایی که در آن بازی کرده‌است می‌توان به باشگاه فوتبال لین اشاره کرد.
وی همچنین در تیم ملی فوتبال زنان نروژ بازی کرده‌است.